# التمارکریز سالزودل

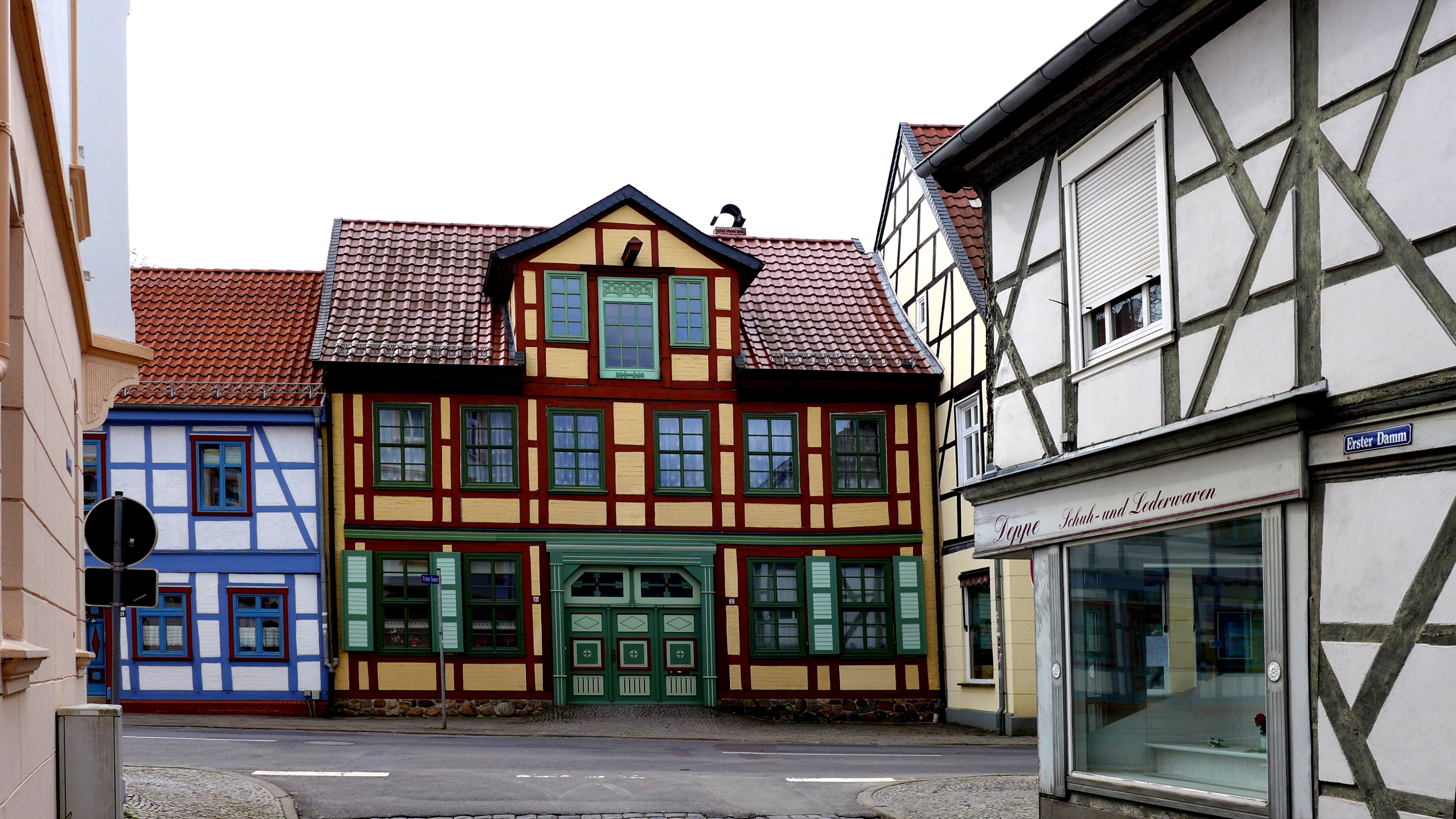
Salzwedel - Holzmarktstrasse

التمارکریز سالزودل (به آلمانی: Altmarkkreis Salzwedel) یک ناحیه در آلمان است که در زاکسن-آنهالت واقع شده‌است. به مناطق گیفهورن، اولتسن، لوشو-داننبرگ در نیدرزاکسن و مناطق شتندال و بورده محدود می‌شود (از غرب و جهت عقربه‌های ساعت).

## خصوصیات
التمارکریز سالزودل ۸۶٬۳۱۲ نفر جمعیت دارد.

## شهرک‌ها و شهرداری‌ها
ناحیه التمارکریز سالزودل از زیرمجموعه‌های زیر تشکیل شده است:
| شهرک‌های آزاد                                         | Verbandsgemeinde |
| ---------------------------------------------------- | --- |
| 1. ارندزی 2. گراده‌لگن 3. کالبه 4. کلوتزه 5. زالتسودل | Beetzendorf-Diesdorf 1. آپنبورگ-وینترفلد 2. بتسندورف۱ 3. دهره 4. دیسدورف 5. یوبار 6. کوهفلده 7. روهربرگ (زاکسونی)-آنهالت 8. والشتاوه |